# املباوم
املباوم (به آلمانی: Emmelbaum) یک شهر در آلمان است که در بیتبورگ-پروم واقع شده‌است.